# 保佐
保佐（ほさ）とは、精神上の障害により事理を弁識する能力が著しく不十分である者について、その判断力の不足を補うこと。成年後見制度の一つで、家庭裁判所の保佐開始の審判により、保佐の事務を行う者として保佐人を付すとの審判を受けたものを被保佐人とよぶ。
- 民法は、以下で条数のみ記載する。

## 概要
成年後見制度#保佐を参照。
- 保佐開始の審判(11条)
  - 審判請求者
本人、配偶者、四親等内の親族
後見人・後見監督人
補助人・補助監督人
検察官
市町村長(知的障害者福祉法第28条)
  - 本人の同意は不要。

- 保佐人に代理権を付与する旨の審判（876条の4）。
  - 審判請求者 
保佐開始の審判の請求者、保佐人・保佐監督人。
  - 本人の同意が必要。

## 被保佐人
日常生活に支障のない程度に「精神上の障害により事理を弁識する能力が著しく不十分である者」として、保佐開始の審判を受けた者のことをいう（11条、12条）。
保佐人の同意を要する行為等（13条）。
制限行為能力者の、一類型である(20条)
法の改正前は準禁治産者という文言を用いられていた。（民法附則（平成11年12月8日法律第149号）3条2項）